# XZ Водолея
XZ Водолея (лат. XZ Aquarii) — двойная затменная переменная звезда типа Алголя (EA) в созвездии Водолея на расстоянии приблизительно 2400 световых лет (около 736 парсеков) от Солнца. Видимая звёздная величина звезды — от +13,6m до +11,8m. Орбитальный период — около 2,0592 суток.

## Характеристики
Первый компонент — жёлто-белая звезда спектрального класса F. Эффективная температура — около 6875 К.